# Slon
Slon – wieś w Rumunii, w okręgu Prahova, w gminie Cerașu. W 2011 roku liczyła 2204 mieszkańców.